# Kleítos
Kleítos är en ort i Grekland.   Den ligger i prefekturen Nomós Kozánis och regionen Västra Makedonien, i den norra delen av landet, 300 km nordväst om huvudstaden Aten. Kleítos ligger 705 meter över havet och antalet invånare är 1 382.
Terrängen runt Kleítos är kuperad norrut, men söderut är den platt.Runt Kleítos är det ganska glesbefolkat, med 39 invånare per kvadratkilometer. Närmaste större samhälle är Kozani, 15,6 km söder om Kleítos. Trakten runt Kleítos består till största delen av jordbruksmark.